# Akasha
Akasha (Sanskrit: आकाश ākāśa, auch akascha, akasa und akaça; Pāḷi: ākāsa) steht für Raum oder Äther.

## Hinduismus/Ayurveda
In der hinduistischen Philosophie und im Ayurveda bezeichnet Akasha ('Äther') neben Prithvi ('Erde'), Vayu ('Luft'), Agni ('Feuer') und Jalam ('Wasser') eines der fünf Elemente (vgl. Vaisheshika).

## Buddhismus
In den Kommentaren des Buddhismus findet sich ākāsa als Bezeichnung für zwei Arten des Raumes: den durch die Körperlichkeit „begrenzten Raum“ (ākāsa-dhātu) und den „unbegrenzten Raum“ (ajatākāsa), den Weltraum. In vielen Sutras wird der der Körperlichkeit angehörende „begrenzte Raum“ in der Gruppe der sechs östlichen Elemente (festes, flüssiges, erhitzendes, luftiges Element, Raumelement, Bewusstseinselement) aufgezählt, während der „unbegrenzte Raum“, genau wie die Zeit, keine Wirklichkeit besitzt.